# Richard Abrahamson
Richard Neal Abrahamson (født 21. oktober 1947) er en tidligere amerikansk håndboldspiller som deltog under Sommer-OL 1972 og under Sommer-OL 1976.
Han blev født i McMinnville, Oregon.
I 1972 var han med på USAs håndboldlandshold som endte på en 14. plads under Sommer-OL. Han spillede i alle fem kampe og scorede 24 mål.
Fire år senere kom han på en 10. plads med de amerikanske hold under Sommer-OL 1976. Han spillede i alle fem kampe og scorede 24 mål igen.